# 馬達加斯加—阿爾及利亞關係
马达加斯加－阿尔及利亚關係（法语： Relations entre l'Algérie et Madagascar）是指马达加斯加和阿尔及利亚之間的雙邊關係。两国均为非洲联盟、不结盟运动成员国。

## 历史

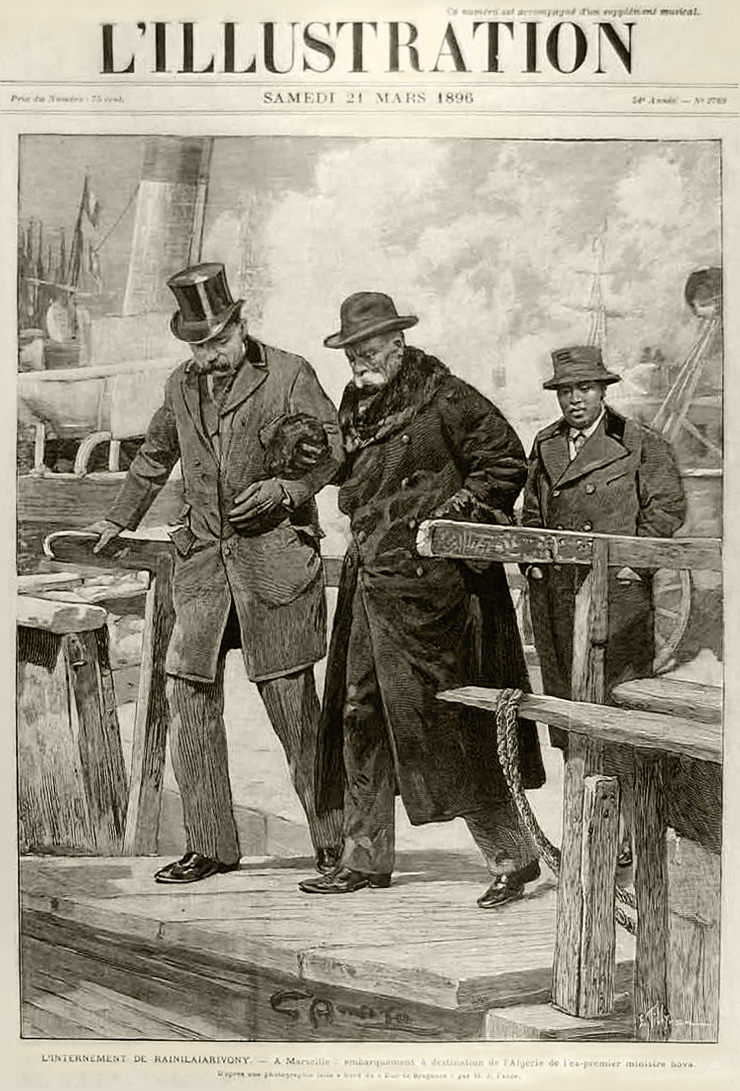
法国报纸画报上描绘赖尼莱亚里沃尼到达阿尔及尔港口的图画 (1896年)

阿尔及利亚是非洲大陆诸国中最早与马达加斯加往来者。第二次马达加斯加战争后，马达加斯加成为法国的殖民地。同年10月15日，伊默里纳王国首相赖尼莱亚里沃尼被法国人放逐到阿尔及利亚，直到1896年在阿尔及尔去世，四年后，他的遗骨才被运回马达加斯加。而伊默里纳王国末代女王臘納瓦洛娜三世和其女儿亦曾在阿尔及利亚长期居住。
二战后，马达加斯加与阿尔及利亚分别于1960年、1962年脱离法国殖民统治而独立，并于不久后建立了外交关系，并且相互派遣常任大使。两国曾是最早承认撒拉威阿拉伯民主共和國并建交的国家之二，但马达加斯加于2005年4月6日凍結了与撒拉威阿拉伯民主共和国的外交關係。2013年马达加斯加因运营成本问题裁撤驻利比亚大使馆后，驻阿尔及利亚大使馆成为了该国在北非除摩洛哥之外唯一的大使馆，并且兼轄突尼西亞、利比亞、茅利塔尼亞等国。